# Rajella annandalei
Espèce
Statut de conservation UICN

 DD  : Données insuffisantes
Rajella annandalei est une espèce de raie.